# 정소성
정소성(鄭昭盛, 1944년 2월 11일 ~ 2020년 10월 24일)은 대한민국의 소설가이다.
경북 봉화에서 출생하였고, 서울대 불문과 및 동 대학원을 졸업하였다. 1977년 《질주(疾走)》가 《현대문학》에 추천되어 등단하였다. 주요 작품으로  《아테네 가는 배》,《천년을 내리는 눈》,《암야의 집》,《겨울 강》,  《여자의 성》 등이 있다. 소설을 통한 삶의 체험을 형상화하고자 하며 작품 속의 인물을 통해 역사적 삶의 의미에 접근하려는 태도를 지닌 작가이다. 단국대 교수를 역임하였다. 1985년 《아테네 가는 배》로 동인문학상을 수상했다.
1. ↑  “소설가 鄭昭盛(정소성)씨 장편「여자의城(성)」刊(간)”. 매일경제. 1990년 8월 21일. 2023년 12월 29일에 확인함.